# Carolina Goić
Carolina Goić Borojević (Santiago, 20 de dezembro de 1972) é uma trabalhadora social e política chilena, militante do Partido Democrata Cristiano (PDC). Com o grau acadêmico de magistério em economia, obtido na Universidade Católica de Chile.
Desde o 11 de março de 2014 é senadora de Chile pela Circunscrição 19° da Região de Magallanes e da Antártica Chilena e foi deputada entre 2006 e 2014 pelo distrito 60, que compreende as comunas de Rio Verde, Antártica, Laguna Branca, Natais, Cabo de Fornos, Porvenir, Primavera, Ponta Areias, San Gregorio, Timaukel e Torres do Paine.
Foi presidenta do PDC entre 2016 e 2017. Em março de 2017, seu partido a nominó como candidata presidencial para a eleição de novembro desse ano, na qual obteve um 5,88 % dos votos.

## Biografia
É neta de imigrantes croatas. É filha de Pedro Goić Karmelić e Mary Borojević Yutronić, e sobrinha de Alejandro Goić, bispo de Rancagua e vice-presidente da Conferência Episcopal de Chile.
Está casada com Christian Kirk Miranda — biólogo marinho de profissão e fotógrafo, que se desempenhou como director do Serviço Nacional de Turismo (Sernatur) na região de Magallanes e da Antártica Chilena, com quem tem duas filhas: Catalina e Alejandra.
Sua educação básica realizou-a no Colégio Cardeal Spellman, e a educação média no Colégio Pedro de Valdivia, instituição teresina, e no Liceo María Auxiliadora de Ponta Areias. Ingressou à Universidade Católica de Chile, onde se titulou como assistente social e realizou um magistério em Economia.
Entre 2000 e 2002, desempenhou-se como profissional de apoio no Serviço Nacional da Mulher (SERNAM), na região de Magallanes. Paralelamente, trabalhou como analista da Secretaria de Planejamento (SECPLAC) na mesma região.

## Carreira política

### Inícios e deputada
É militante do Partido Democrata Cristiano. O 15 de janeiro de 2002 foi nomeada secretária regional ministerial (SEREMI) de Planejamento em Magallanes, pelo governo de Ricardo Lagos. Cessou no cargo o 30 de junho de 2005.
Nesse mesmo ano se postulou como deputada pelo distrito 60, correspondente à região de Magallanes. Foi eleita nas eleições parlamentares do 12 de dezembro de 2005 com o 27,10% dos votos, para o período legislativo 2006 a 2010. Integrou as comissões permanentes de Trabalho e Segurança Social; Família; Cultura e das Artes; Zonas Extremas; e Pesca, Agricultura e Interesses Marítimos. Também, presidiu a Comissão Especial da Juventude e participou na de Zonas Extremas; e na de Turismo. Foi membro dos grupos interparlamentários chileno-alemão, chileno-argentino; chileno-brasileiro, chileno-croata, chileno-chinês, chileno-helénico, chileno-israelita, chileno-polaco e chileno-suíço.
Em dezembro de 2009, obteve sua reeleição pelo mesmo distrito para o período legislativo 2010 a 2014. Tem sido integrante das comissões permanentes de Zonas Extremas; de Família; de Trabalho e Segurança Social; e de Mineração e Energia. Junto com a Comissão Especial do Adulto Maior. Preside o grupo interparlamentário chileno-croata.

### Senadora, presidenta da DC e candidata presidencial

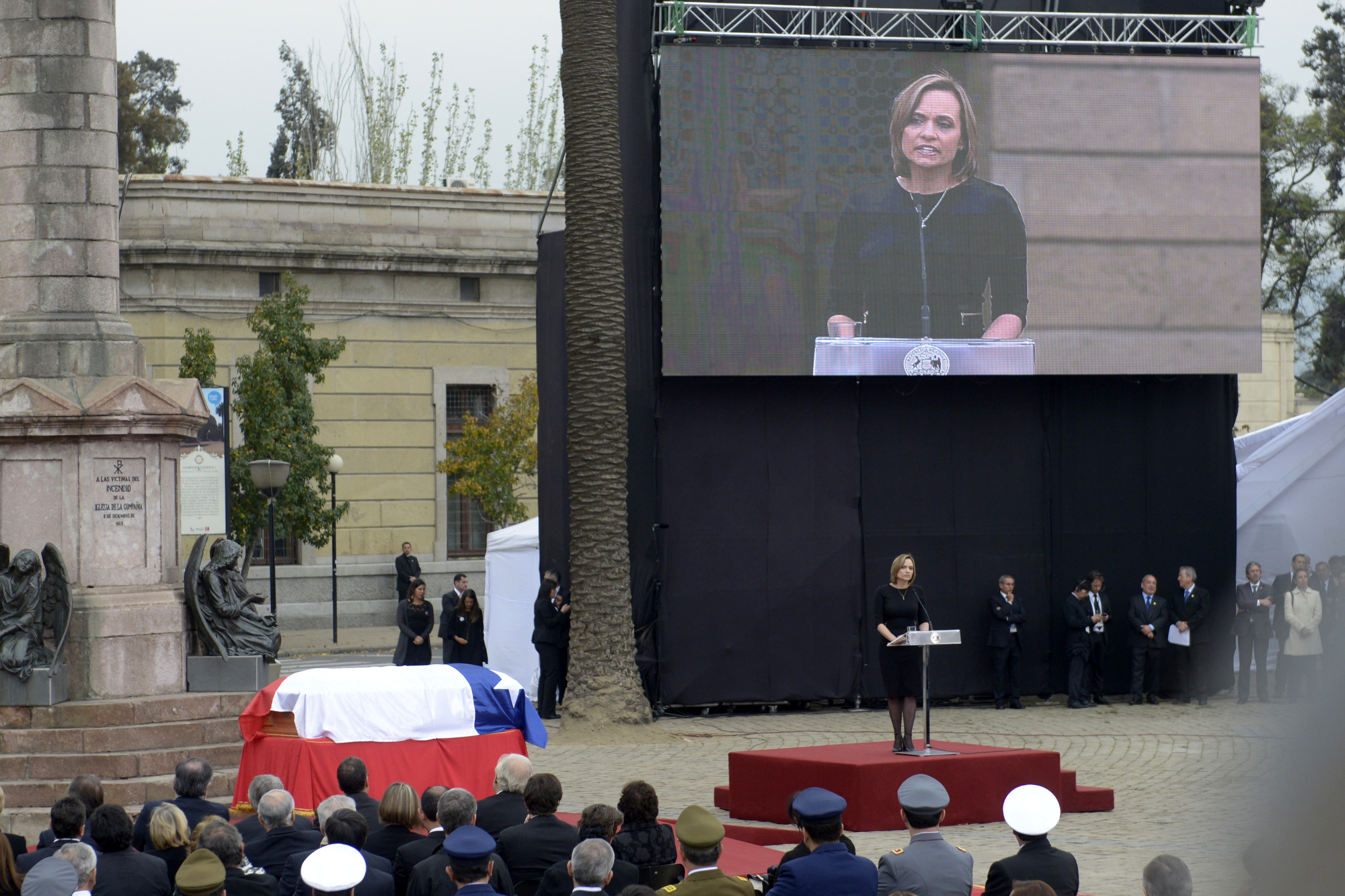
Goić dando um discurso no funeral de Patricio Aylwin, em 2016.

Em 2013 se postulou como senadora pela circunscrição 19, correspondente à região de Magallanes, na eleição parlamentar do 17 de novembro desse ano, onde foi eleita com o 38,17% dos votos. Assumiu o cargo o 11 de março de 2014, mesmo dia em que terminou seu período como deputada.
No conselho geral da Democracia Cristã do dia 2 de abril de 2016, depois da renúncia de Jorge Pizarro, assume a presidência do partido, posto desde o qual lhe correspondeu pronunciar um dos discursos mais comentados durante os funerais do expresidente Patricio Aylwin, onde pediu perdão à cidadania a nome os políticos pelos diferentes casos de corrupção conhecidos em Chile:
«Es momento en que los políticos pidamos perdón por no haber actuado a tiempo, por los abusos de poder, por la falta de ética, por haber traicionado la confianza de aquellos que representamos, sirviendo a otros intereses y no los de las familias y chilenos y chilenas...»— Carolina Goić.
Em abril de 2017, seu partido político anunciou que Goić competiria diretamente na eleição presidencial desse ano, sem submeter a uma eleição primária dentro da Nova Maioria. Depois dos magros resultados do partido tanto na eleição presidencial —onde sua candidatura obteve um 5,88 % dos votos— como nas parlamentares, Goić renunciou à presidência do PDC o 20 de novembro.

## Historial eleitoral

### Eleições parlamentares de 2005
- Eleições parlamentares de 2005 a deputados pelo distrito 60 (Rio Verde, Antártica, Laguna Branca, Natais, Cabo de Fornos, Porvenir, Primavera Ponta Areias, San Gregorio, Timaukel e Torres do Paine)[1]

| Candidato                        | Pacto                        | Partido | Votos  | %     | Resultado |
| -------------------------------- | ---------------------------- | ------- | ------ | ----- | --------- |
| Carolina Goić Borojević          | Acordo Democrático           | DC      | 17 766 | 27,1  | Deputada  |
| Rodrigo Álvarez Zenteno          | Aliança                      | UDI     | 15 876 | 24,22 | Deputado  |
| Miodrag Marinović Só de Zaldívar | Independente (Fora de pacto) | IND     | 14 776 | 22,54 |           |
| Lidia Amarales Osorio            | Acordo Democrático           | PPD     | 14 032 | 21,4  |           |
| Jeannette Antonin Torres         | Juntos Podemos Mais          | PC      | 1548   | 2,36  |           |
| René Bobadilla López             | Aliança                      | ILD     | 972    | 1,48  |           |
| Jaime Agurto Torres              | Juntos Podemos Mais          | ILC     | 587    | 0,9   |           |

### Eleições parlamentares de 2009
- Eleições parlamentares de 2009 a deputados pelo distrito 60 (Rio Verde, Antártica, Laguna Branca, Natais, Cabo de Fornos, Porvenir, Primavera Ponta Areias, San Gregorio, Timaukel e Torres do Paine)[1]

| Candidato                        | Pacto                                       | Partido | Votos  | %     | Resultado |
| -------------------------------- | ------------------------------------------- | ------- | ------ | ----- | --------- |
| Carolina Goić Borojević          | Acordo e Juntos Podemos por mais Democracia | DC      | 22.498 | 34    | Deputada  |
| Miodrag Marinović Só de Zaldívar | Independente (Fora de pacto)                | IND     | 17 512 | 26,47 | Deputado  |
| Claudio Radonich Jiménez         | Coalizão pela Mudança                       | RN      | 9315   | 14,08 |           |
| Ana María Díaz Pérez             | Acordo e Juntos Podemos por mais Democracia | PS      | 4877   | 7,37  |           |
| Arturo Storaker Molina           | Coalizão pela Mudança                       | UDI     | 4520   | 6,83  |           |
| Luis Burgos Sanhueza             | Nova Maioria para Chile                     | ILC     | 3570   | 5,4   |           |
| Jaime Jelinčić Aguilar           | Nova Maioria para Chile                     | ILC     | 2230   | 3,37  |           |
| Ana Quilahuilque Chávez          | Chile Limpo. Vote Feliz                     | PRI     | 624    | 0,94  |           |
| Sergio Nelson Tapia Ogeda        | Independente (Fora de pacto)                | IND     | 566    | 0,86  |           |
| Alex Andrade Veli                | Chile Limpo. Vote Feliz                     | PRI     | 451    | 0,68  |           |

### Eleições parlamentares de 2013
- Eleições parlamentares de 2013 a Senador pela Circunscrição 19, (Magallanes)[1]

| Candidato                        | Pacto                        | Partido | Votos  | %     | Resultado |
| -------------------------------- | ---------------------------- | ------- | ------ | ----- | --------- |
| Carolina Goić Borojević          | Nova Maioria                 | PDC     | 22 714 | 38,19 | Senadora  |
| Carlos Bianchi Chelech           | Independente (Fora de pacto) | IND     | 16 311 | 27,42 | Senador   |
| Miodrag Marinović Só de Zaldívar | Aliança                      | ILJ     | 11 678 | 19,63 |           |
| Pedro Muñoz Aburto               | Nova Maioria                 | PS      | 5364   | 9,01  |           |
| Francisco Berger Dempster        | Aliança                      | ILJ     | 2432   | 4,08  |           |
| Sergio Tapia Ogeda               | Independente (Fora de pacto) | IND     | 970    | 1,63  |           |

### Eleições presidenciais de 2017
- Eleições presidenciais de 2017, para a Presidência da República, primeira volta.

|  | 36,64 % |

|  | 22,70 % |

|  | 20,27 % |

|  | 7,93 % |

|  | 5,88 % |

|  | 5,71 % |

|  | 0,51 % |

|  | 0,36 % |